# Comédie japonaise
La comédie japonaise concerne le cinéma de comédie produit au Japon.

## Histoire

### Début de la comédie japonaise

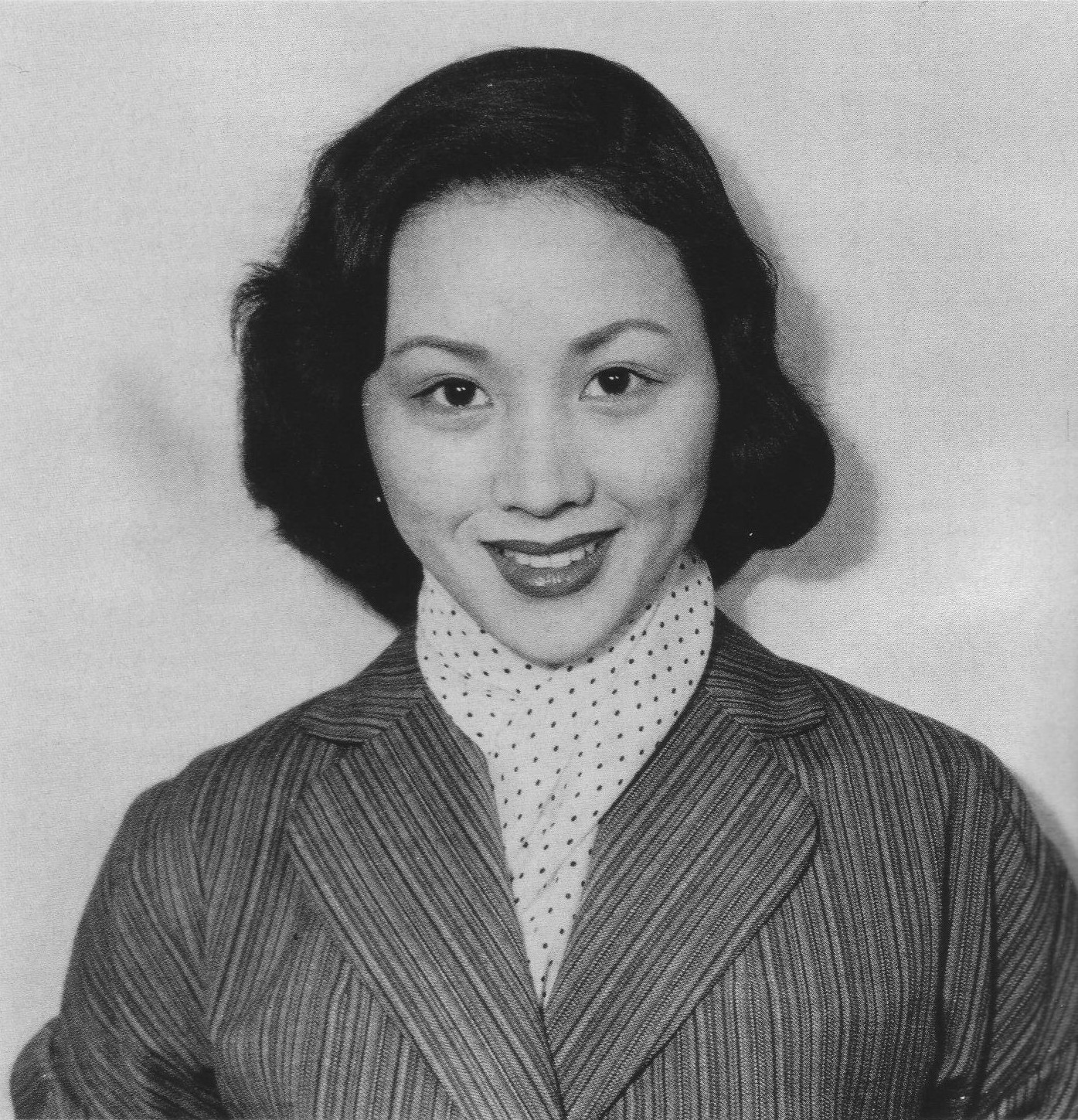
Yōko Minamida.
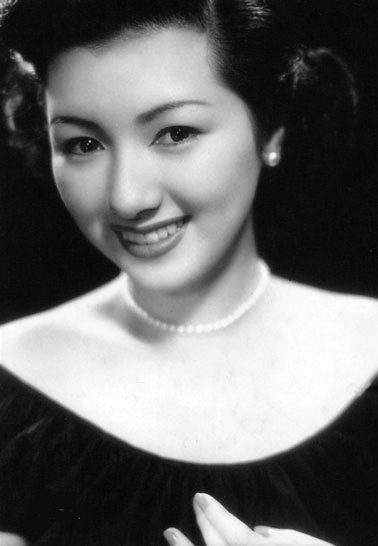
Hideko Takamine.
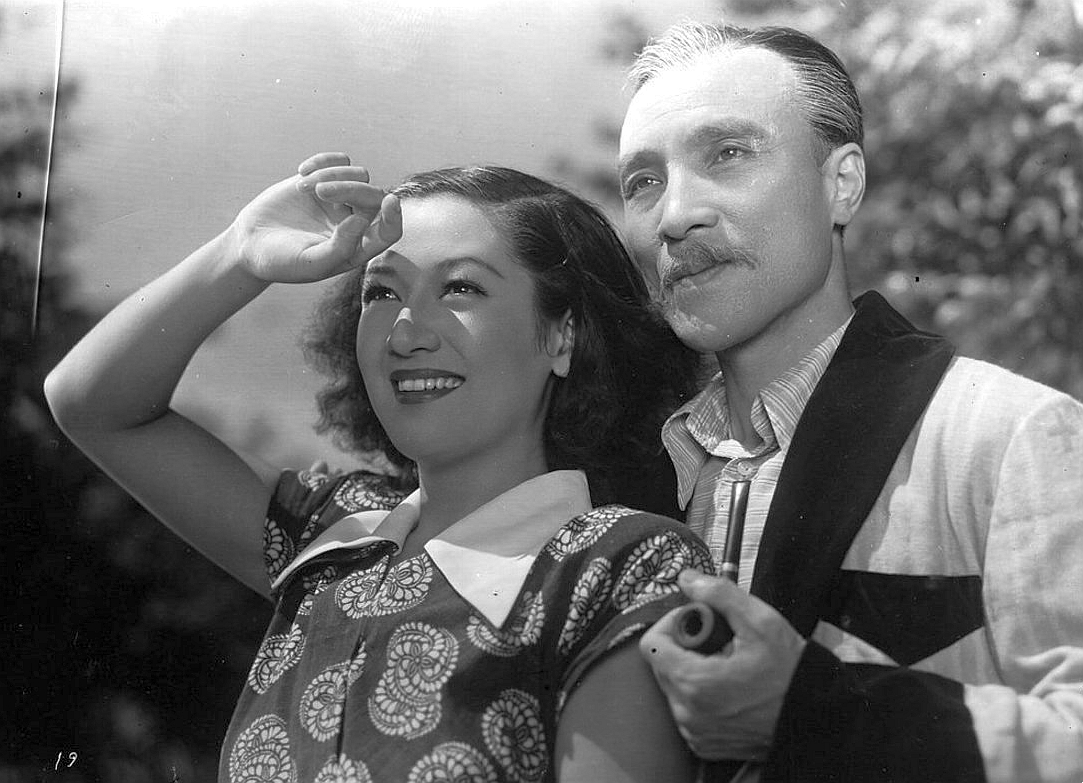
Osamu Takizawa.
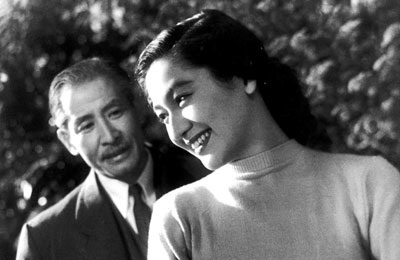
Sō Yamamura.

La comédie japonaise commence à se mettre en place au début des années 1950, après la fin de la Seconde Guerre mondiale.
Carmen revient au pays est le premier film japonais en couleurs, et l'un des premiers films de comédie japonaise.

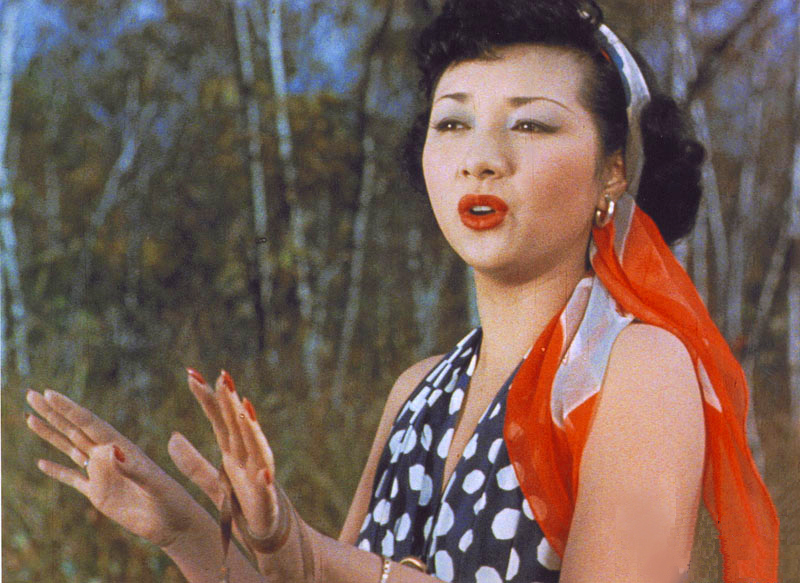
Hideko Takamine dans Carmen revient au pays

| Année | Film                                      | Réalisateur                   | Acteurs notables                                |
| ----- | ----------------------------------------- | ----------------------------- | ----------------------------------------------- |
| 1951  | Carmen revient au pays                    | Keisuke Kinoshita             | Hideko Takamine. Chishū Ryū                     |
| 1957  | Chronique du soleil à la fin de l'ère Edo | Yūzō Kawashima                | Sachiko Hidari. Yōko Minamida. Yūjirō Ishihara  |
| 1957  | The Hole                                  | Kon Ichikawa                  | Machiko Kyō. Sō Yamamura                        |
| 1958  | Désirs volés (盗まれた欲情)               | Shōhei Imamura (son 1er film) | Osamu Takizawa. Hiroyuki Nagato                 |
| 1958  | Devant la gare de Ginza (盗まれた欲情)    | Shōhei Imamura                | Frank Nagai. Masahiko Shimazu . Hisano Yamaoka  |
| 1959  | Bonjour (お早う)                          | Yasujiro Ozu                  | Keiji Sada. Yoshiko Kuga. Chishu Ryu            |
| 1985  | Tampopo (タンポポ)                        | Jūzō Itami                    | Tsutomu Yamazaki. Nobuko Miyamoto. Ken Watanabe |
| 1987  | L'Inspectrice des impôts (マルサの女)     | Jūzō Itami                    | Nobuko Miyamoto. Tsutomu Yamazaki               |

### La nouvelle vague de la comédie japonaises (les années 1990 et 2000)

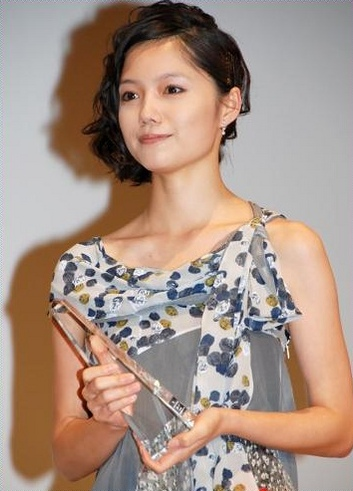
Aoi Miyazaki
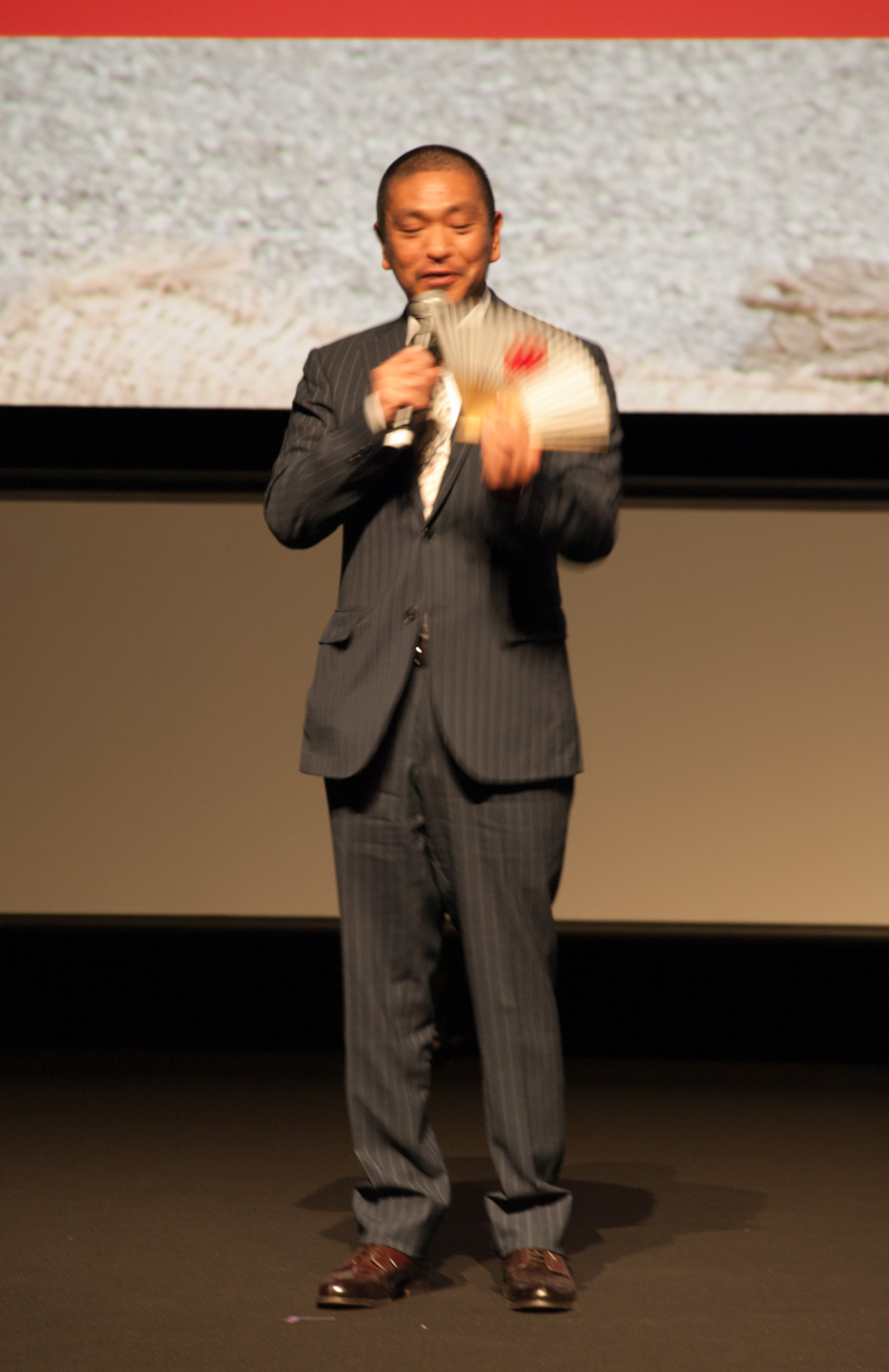
Hitoshi Matsumoto.
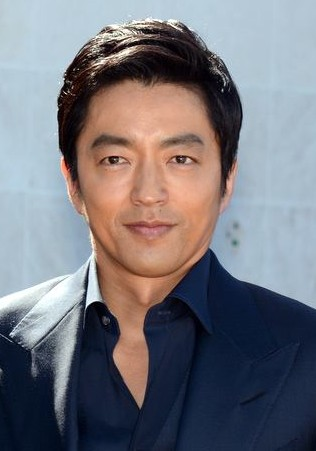
Takao Ōsawa.
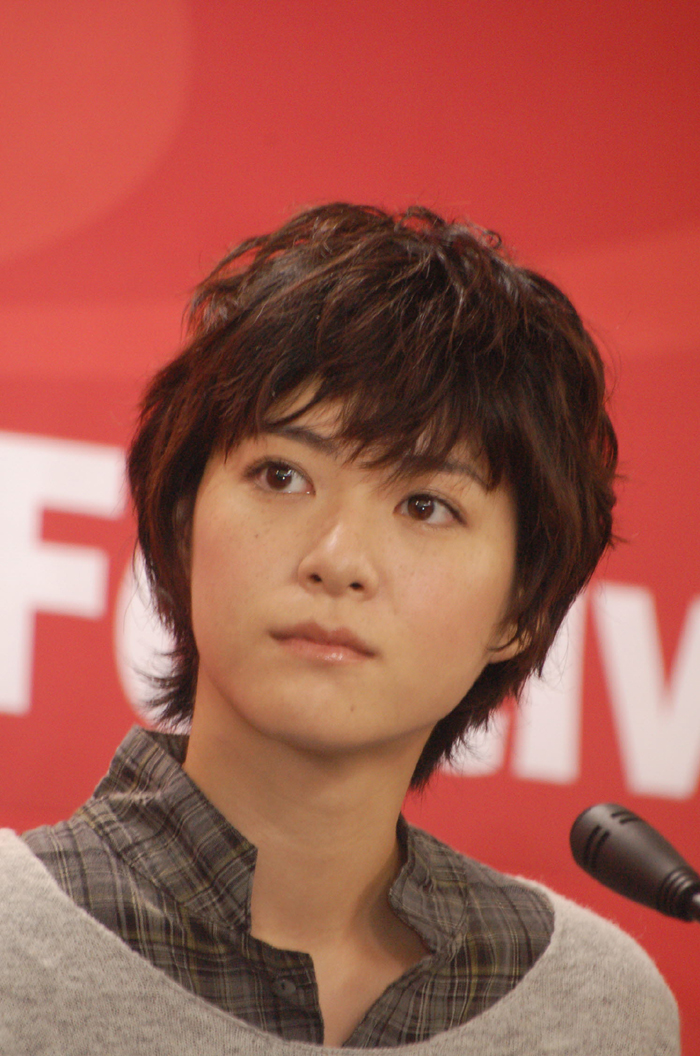
Juri Ueno.
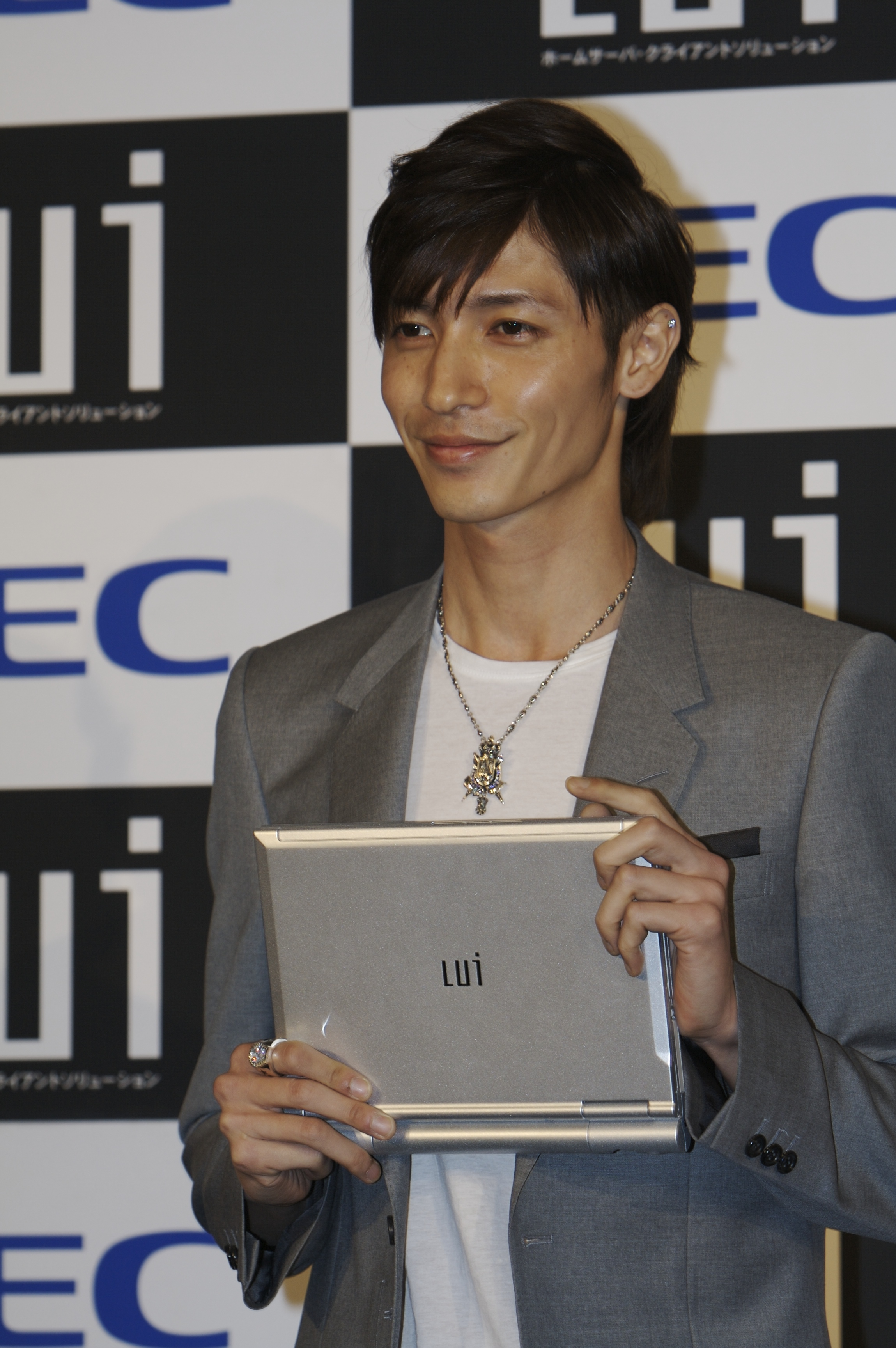
Hiroshi Tamaki.

| Année | Film                                              | Réalisateur        | Acteurs notables                                 |
| ----- | ------------------------------------------------- | ------------------ | ------------------------------------------------ |
| 1995  | Getting Any?                                      | Takeshi Kitano     | Beat Takeshi. Dankan                             |
| 1996  | Shall We Dance?                                   | Masayuki Suo       | Kōji Yakusho. Tamiyo Kusakari                    |
| 1998  | Shark Skin Man and Peach Hip Girl                 | Katsuhito Ishii    | Tadanobu Asano. Shie Kohinata                    |
| 1998  | Give It All                                       | Itsumichi Isomura  | Rena Tanaka                                      |
| 2000  | Party 7                                           | Katsuhito Ishii    | Masatoshi Nagase. Yoshinori Okada                |
| 2001  | La Mélodie du malheur (カタクリ家の幸福)          | Takashi Miike      | Kenji Sawada. Keiko Matsuzaka                    |
| 2001  | Red Shadow                                        | Hiroyuki Nakano    | Masanobu Ando. Megumi Okina. Kumiko Aso          |
| 2001  | Waterboys                                         | Shinobu Yaguchi    | Satoshi Tsumabuki. Hiroshi Tamaki. Taiyō Sugiura |
| 2002  | Blessing Bell                                     | Hiroyuki Tanaka    | Susumu Terajima. Naomi Nishida                   |
| 2002  | Trick                                             | Yukihiko Tsutsumi  | Yukie Nakama. Hiroshi Abe. Naoto Takenaka        |
| 2003  | Drugstore Girl                                    | Katsuhide Motoki   | Rena Tanaka. Akira Emoto                         |
| 2004  | Cutie Honey (キューティーハニー)                  | Hideaki Anno       | Eriko Sato. Mikako Ichikawa                      |
| 2004  | Swing Girls (スウィングガールズ)                  | Shinobu Yaguchi    | Juri Ueno. Yuta Hiraoka                          |
| 2004  | Thirty Lies or So                                 | Kentarô Ôtani      | Miki Nakatani. Satoshi Tsumabuki. Kippei Shiina  |
| 2005  | Le Bahut des tordus (魁!! クロマティ高校)         | Yudai Yamaguchi    | Takamasa Suga . Ryūji Akiyama . Kai Atō          |
| 2005  | Fantastipo (ファンタスティポ)                     | Shogo Yabuuchi     | Tsuyoshi Dômoto . Medaka Ikeno                   |
| 2005  | Tokyo Zombie                                      | Sakichi Sato       | Tadanobu Asano. Shô Aikawa                       |
| 2006  | Tom et le petit renard                            | Masako Imai        | Takao Ōsawa. Yasuko Matsuyuki . Arashi Fukasawa  |
| 2006  | Udon                                              | Katsuyuki Motohiro | Konishi Manami                                   |
| 2007  | Big Man Japan (大日本人)                          | Hitoshi Matsumoto  | Hitoshi Matsumoto. Riki Takeuchi. UA             |
| 2007  | Glory to the Filmmaker! (監督・ばんざい!)         | Takeshi Kitano     | Beat Takeshi. Susumu Terajima. Yuki Uchida       |
| 2007  | Tokyo Marble Chocolate (東京マーブルチョコレート) | Naoyoshi Shiotani  | Naoyoshi Shiotani                                |
| 2008  | Achille et la Tortue (アキレスと亀)               | Takeshi Kitano     | Takeshi Kitano. Kanako Higuchi. Kumiko Asô       |
| 2009  | Symbol (しんぼる)                                 | Hitoshi Matsumoto  | Hitoshi Matsumoto                                |

Certains films japonais des années 1990 et 2000 sont réalisés en partenariat avec d'autres pays :
- Mr. Baseball, de Fred Schepisi en 1992.
- Wasabi de Gérard Krawczyk en 2001.
- Pink Subaru d'Akram Tillawi en 2009.

#### Comédie romantique japonaise
| Année | Film                                             | Réalisateur     | Acteurs notables                                |
| ----- | ------------------------------------------------ | --------------- | ----------------------------------------------- |
| 1992  | Autumn Moon                                      | Clara Law       | Masatoshi Nagase                                |
| 1996  | Supermarket Woman (スーパーの女)                 | Juzo Itami      | Nobuko Miyamoto. Masahiko Tsugawa               |
| 1999  | Adrenaline Drive (アドレナリン・ドライブ)        | Shinobu Yaguchi | Masanobu Ando. Hikari Ishida. Yutaka Matsushige |
| 2002  | Travail (とらばいゆ)                             | Kentarō Ōtani   | Asaka Seto . Shinya Tsukamoto. Mikako Ichikawa  |
| 2004  | Moon and Cherry (月とチェリ)                     | Yuki Tanada     | Noriko Eguchi . Tasuku Nagaoka                  |
| 2005  | Nana                                             | Ai Yazawa       | Mika Nakashima. Aoi Miyazaki                    |
| 2005  | Nana 2                                           | Kentarô Ôtani   | Mika Nakashima. Yui Ichikawa. Hiroki Narimiya   |
| 2009  | My Girlfriend Is a Cyborg (僕の彼女はサイボーグ) | Kwak Jae-yong   | Haruka Ayase. Keisuke Koide                     |
| 2009  | Scott Pilgrim vs. the World                      | Edgar Wright    | Michael Cera. Mary Elizabeth                    |

#### Autres sous-genres de la comédie japonaise
- Shark Skin Man and Peach Hip Girl de 1998, est une comédie thriller.
- La Mélodie du malheur de 2001 est une comédie musicale, et horrifique.
- Red Shadow de 2001 est une comédie d'action.
- Blessing Bell de 2002 est une comédie dramatique.
- Swing Girls de 2004 est une comédie musicale.
- Cutie Honey de 2004 est une comédie d'action.
- Le Bahut des tordus de 2005 est une comédie d'action.
- Tokyo Marble Chocolate de 2007 est une comédie loufoque.
- Tokyo Zombie de 2005 est une comédie parodique, et de science-fiction.
- Symbol de 2009 est une comédie fantastique.